# Francisco de Aranda

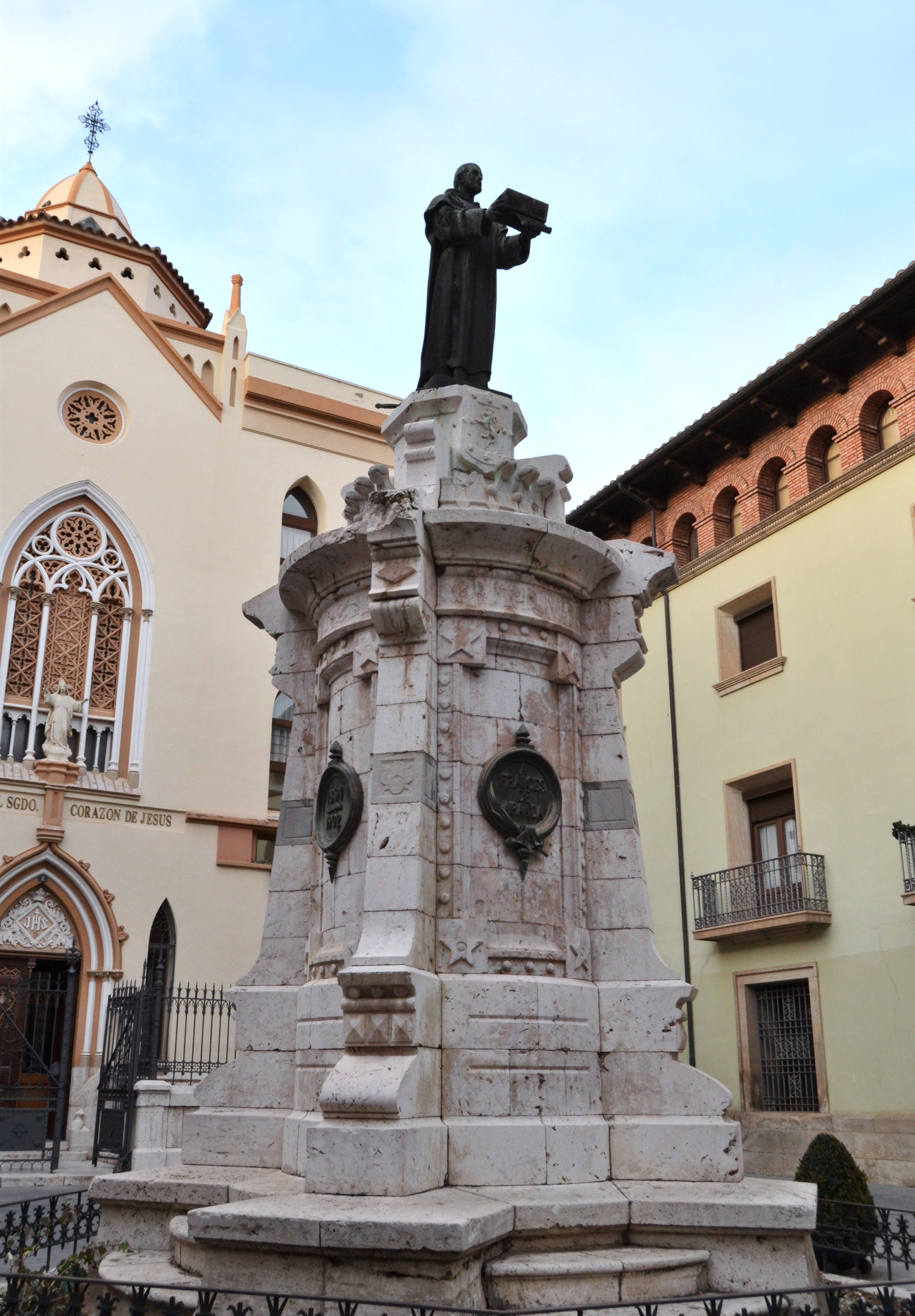
Monumento a Francisco de Aranda en Teruel.

Francisco de Aranda (Teruel, 1346 - Portaceli, 1438) fue un caballero y cartujo aragonés.

## Biografía
Fue consejero del rey Juan I el Descuidado y procurador general de su esposa Violante de Bar. En este tiempo fue acusado falsamente por el conde de Prades de envenenar al hijo de los reyes, el infante Fernando para que el hermano del rey, Martín, fuera el sucesor. El 1392 participó en la expedición en Sicilia de Martín, y fue el administrador de los bienes de la esposa de este, Maria de Luna.
En 1398 ingresó a la cartuja valenciana de Portaceli.
Cuando subió al trono Martín el Humano después de la muerte de su hermano, volvió a ser consejero del monarca. En 1402 el rey lo envió a la corte del papa de Aviñón Benedicto XIII (el aragonés Pedro de Luna), donde se convirtió en el hombre de confianza del papa cismático hasta su destronamiento el 1417.

### El interregno de 1410 - 1412
Desde buen principio fue partidario de legitimar el niño Fadrique de Luna para suceder su padre Martín el Joven y a su abuelo Martín el Humano en el trono de la Corona de Aragón, pero la muerte de ambos reyes sin que se llegara a completar el proceso de legitimación, el inicio del interregno, y los intereses de Benedicto XIII hicieron que abandonara su candidatura y adoptara la de Fernando de Antequera.
El Papa Luna lo envió al parlamento de Alcañiz, donde se habían reunido junta de catalanes y aragoneses que tenía que establecer como escoger al nuevo rey. El 30 de enero de 1412 leyó la propuesta de Benedicto XIII de solucionar el conflicto por la vía del compromiso de 9 personas que se reunirían a tal fin, propuesta que la Junta aceptó en la Concordia de Alcañiz del 15 de febrero, tras presionar las Cortes catalanas. Poco después fue designado miembro del Compromiso de Caspe, donde votó por la candidatura de Fernando de Antequera.
Tras ello, fue de nuevo consejero real con el monarca castellano. Y después lo volvió a ser con la reina lugarteniente Maria, esposa de Alfonso el Magnánimo, que gobernaba mientras su marido estaba en el reino de Nápoles.